# Čumil
Čumil je jedna z nejznámějších soch v Bratislavě a jedna z největších atrakcí v centru města.
Je to bronzová socha, jejímž autorem je Viktor Hulík. Osazená byla 26. července 1997 a od té doby se stala jednou z nejfotografovanějších soch v Bratislavě. Nachází se na křižovatce ulic Laurinská, Panská a Rybářská brána. Obdobné sochy jsou instalovány i v jiných městech, např. v Ruské federaci.